# Umberto Giunti
Umberto Giunti (1886 – 1970) è stato un artista e un falsario italiano.
Conosciuto con il soprannome de Il Falsario in calcinaccio o, secondo altri testi, Il Falsario del calcinaccio, sarebbe questo il nomignolo che gli aveva attribuito lo storico dell'arte Federico Zeri che per primo aveva identificato il pittore, ma non era stato in grado di dargli un nome e un cognome. Gianni Mazzoni, lo storico dell'arte che ha studiato assiduamente il periodo dei falsari provenienti da Siena, è riuscito a dare un nome a questo artista identificandolo in Umberto Giunti, attraverso la consultazione dell'archivio fotografico degli eredi Joni, in particolare del figlio Fiorenzo.

## Biografia
Molto poco sappiamo della sua vita. Insegnò Arti decorative all'Istituto d'Arte di Siena ed eseguì i bozzetti per i costumi della Contrada della Lupa negli anni che vanno dal 1928 al 1955.
Giunti è stato forse uno dei migliori allievi di quello che viene considerato il massimo artefice dei falsari senesi, Icilio Federico Joni (1866-1946). Il  fenomeno delle falsificazioni d'arte italiana si intensifica nell'ultimo ventennio dell'800 e gli anni '30 del secolo successivo, alimentato soprattutto dalla domanda di opere d'arte da parte del mercato internazionale, americano e anglosassone, dei fondi oro degli artisti primitivi italiani, soprattutto toscani e senesi in particolare, tanto che Siena divenne meta del Grand Tour.
L'anno prima della morte, nel 1945, Joni scrisse una lettera in cui documentò come realizzava e invecchiava le sue tavole e le sue tele per farle sembrare medievali. Tale maestria che avevano acquisito questi pittori ha generato un notevole mercato "parallelo" in maniera tale che molte loro opere finirono in prestigiosi musei. Alcuni dei critici più prestigiosi dell'epoca, intenditori di questo stile pittorico, come Bernard Berenson, il quale giudicò autentico un quadro di Joni, oppure come Frederick Mason Perkins, affascinato dai fondi oro senesi, ne acquistarono tavole e tele. Tra i non pochi originali che mercanti senza scrupoli vendettero in quegli anni,  anche i "falsi d'autore" fecero bella mostra di sé, come veri, in molti dei musei americani e inglesi. Peraltro, proprio Gianni Mazzoni, lavorando sugli appunti del nonno Giuseppe, antiquario, ha scoperto che egli era amico e complice di Joni.
Un'opera di Umberto Giunti, la “Madonna del velo” è stata esposta come originale per molto tempo nella famosa Courtauld Gallery di Londra. Vi entrò nel 1947 come opera autografa di Botticelli, acquistata da Arthur Hamilton visconte Lee di Fareham, noto collezionista britannico, cofondatore delle Gallerie Courtauld, che la comprò nel 1930 da un mercante d'arte italiano di nome Luigi Albrighi per la quale pagò 25 000 dollari. Come era sua abitudine, Lee verificò l'autenticità del quadro aiutato da un team di esperti e, tranne uno, lo storico dell'arte Kenneth Clark, fu dichiarata autentica. Quale eredità del visconte entrò a far parte della galleria. Peraltro, la colorazione degli alberi sullo sfondo dell'opera, tenuto conto del passare del tempo, fu considerato motivo conforme che dal verde, nel Quattrocento si usava il verderame, avessero acquisito la tendenza al marrone come fosse una sorta di foschia.
Solo con sofisticate tecniche moderne si è potuto stabilire la data di esecuzione e attribuire sicuramente questa opera al "Falsario in calcinaccio" Umberto Giunti, il quale per il viso della Madonna si era ispirato a quello della nipote e che Kenneth Clark aveva sospettato si trattasse dell'attrice Jean Harlow. Nel 1994, esaminando i pigmenti, emerse che, per l'invecchiamento degli alberi, fu sato dell'ambra bruna e del Blu di Prussia, quest'ultima colorazione nota solo dal Settecento.
Giunti dipense tre drappelloni del Palio di Siena per le carriere del 3 luglio 1908 vinto dalla Contrada dell'Oca, del 16 agosto 1916 vinto dalla Contrada della Selva e del 2 luglio 1928 vinto dalla Contrada dell'Oca.
Una mostra su Alceo Dossena a Ferrara nell'aprile 2022 e i grandi falsari del Novecento contiene anche opere di Joni e Giunti "che si specializzarono in tavole dal fondo oro, che ricalcano lo stile dei Primitivi senesi".